# Selección de fútbol americano de Corea del Sur
La Selección de fútbol americano de Corea del Sur es el equipo representante de Corea del Sur en las diferentes competencias internacionales de fútbol americano. Es adminstrada por la Asociación Coreana de Fútbol Americano (en coreano: 대한미식축구협회}}, en hanja 大韓美式蹴球協會)
La única participación internacional de Corea del Sur en un Copa Mundial de Fútbol Americano se dio en la edición de 2007, en la cual finalizó en 5º lugar.